# Michel Svane
Michel Svane er en dansk/serbisk trommeslager og producer. Født 29 juli 1983. Han er bedst kendt for at spille med L.O.C. og SortHandsk
Albummet "Ekkokammer" af L.O.C. blev produceret af Michel Svane sammen med L.O.C. i Sydfrankrig og Aarhus. 
Michel Svane har også turneret og spillet med mange af landets største artister og bands, f.eks. Suspekt (gruppe), USO (rapper), Johnson (rapper) , Jokeren (rapper) , Niarn, The Storm (dansk band), Troels Abrahamsen, L.O.C. Chris Cornell, Shooter Gang Peter Bjørnskov, Marvel Hill, Kato (DJ), Selvmord (gruppe), Burhan G, Marie Key, Michael Poulsen, Simon Kvamm, Barbara Moleko, SortHandsk.
 Der er for få eller ingen kildehenvisninger i denne artikel, hvilket er et problem. Du kan hjælpe ved at angive troværdige kilder til de påstande, som fremføres i artiklen.